# 喬洛基河
41°54′38″N 41°46′12″E / 41.91056°N 41.77000°E

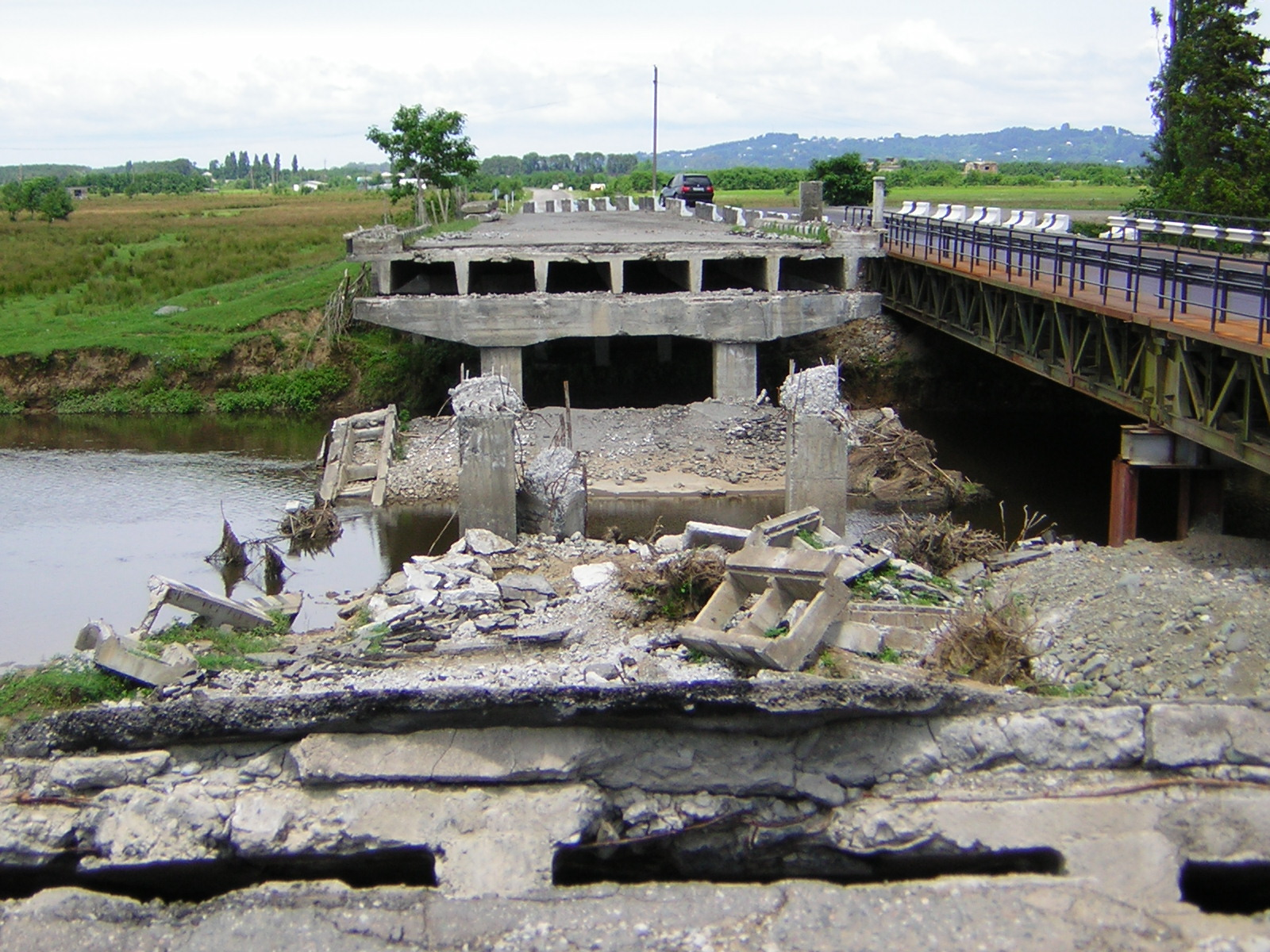

喬洛基河是格魯吉亞的河流，位於該國西部，處於阿扎爾自治共和國和古里亞大区，發源自高加索山脈，河道全長29.5公里，流域面積159平方公里。